# Hyperechia floccosa
Hyperechia floccosa är en tvåvingeart som beskrevs av Mario Bezzi 1908. Hyperechia floccosa ingår i släktet Hyperechia och familjen rovflugor.
Artens utbredningsområde är Kongo. Inga underarter finns listade i Catalogue of Life.